# MDGRAPE-4
MDGRAPE-4 — суперкомп'ютер, який розробляється в Центрі кількісної біології RIKEN у Суйті (Осака, Японія).